# The Pebble and the Penguin
The Pebble and the Penguin este un film de animație din 1995 regizat de Don Bluth și Gary Goldman. Filmul a fost lansat în cinematografe pe 11 aprilie 1995.

## Personaje și voci
- Martin Short - Hubie
- Jim Belushi - Rocko
- Tim Curry - Drake
- Annie Golden - Marina
- Shani Wallis - Narator